# Jonna Andersson
Pour les articles homonymes, voir Andersson.
 (août 2024).
Jonna Andersson, née le 2 janvier 1993 à Mjölby, est une footballeuse internationale suédoise. Elle évolue au poste de d'arrière gauche.

## Biographie

### En club
Jonna Andersson intègre le Linköpings Fotboll Club en 2009 et en devient une joueuse importante à partir de la saison 2013. Elle rejoint le Championnat d'Angleterre féminin de football en 2019 en signant avec le Chelsea Football Club Women, contrat qu'elle renouvelle jusqu'en 2022. L'équipe gagnera trois fois de suite le championnat.
En 2022 Jonna Andersson confirme son souhait de revenir à Damallsvenskan et signe avec le Hammarby IF Dam. En novembre 2024, elle revient dans son club d'origine, le Linköpings FC

### En équipe nationale
Jonna Andersson participe au championnat d'Europe des moins de 19 ans 2012 organisé en Turquie. La Suède remporte la compétition en battant l'Espagne en finale.
En 2016, elle est retenue par la sélectionneuse Pia Sundhage, afin de participer aux Jeux olympiques d'été organisés au Brésil.
Elle fait partie de l'équipe suédoise terminant troisième de la Coupe du monde féminine de football 2019.

## Palmarès
- Vainqueur du championnat d'Europe des moins de 19 ans 2012 avec l'équipe de Suède des moins de 19 ans
- Championne de Suède en 2009 avec le Linköpings FC
- Vainqueur de la Coupe de Suède en 2009, 2014 et 2015 avec le Linköpings FC
- Troisième de la Coupe du monde féminine de football 2019
- Vainqueur du championnat d'Angleterre en 2021 avec Chelsea